# Професионална гимназия по строителство, архитектура и геодезия „Кольо Фичето“
Професионална гимназия по строителство, архитектура и геодезия „Кольо Фичето“ е гимназия в Бургас.

## История
Училището е основано като техникум по строителство „Кольо Фичето“ през 1960 година.  През първите две учебни години (1960/61 и 1961/62) пребивава в сградата на Механотехникума, а от учебната 1962/63 г. се премества в новопостроена сграда, която и понастоящем е основният корпус на гимназията.

## Специалности
- Архитектура, урбанизъм и геодезия
- Строителство
- Градинарство (паркове и градини)